# Xã Spirit Lake, Quận Kingsbury, Nam Dakota
Xã Spirit Lake (tiếng Anh: Spirit Lake Township) là một xã thuộc quận Kingsbury, tiểu bang Nam Dakota, Hoa Kỳ. Năm 2010, dân số của xã này là 130 người.